# 格蘭河畔聖法伊特
格蘭河畔聖法伊特（德語：Sankt Veit an der Glan，德語發音：[zaŋkt ˈfaɪt ʔan deːɐ̯ ˈɡlaːn]）是奧地利克恩顿州的城市，位於該國南部，面積89.73平方公里，海拔高度482米，2012年人口12,603，其中七成居民信奉羅馬天主教。

## 外部連結
- Encyclopædia Britannica （页面存档备份，存于）
- Sankt-Veit Encyclopedia Austria-Forum LINK （页面存档备份，存于）

46°46′00″N 14°21′37″E / 46.7667°N 14.3603°E